# 나폴리탄 마스티프

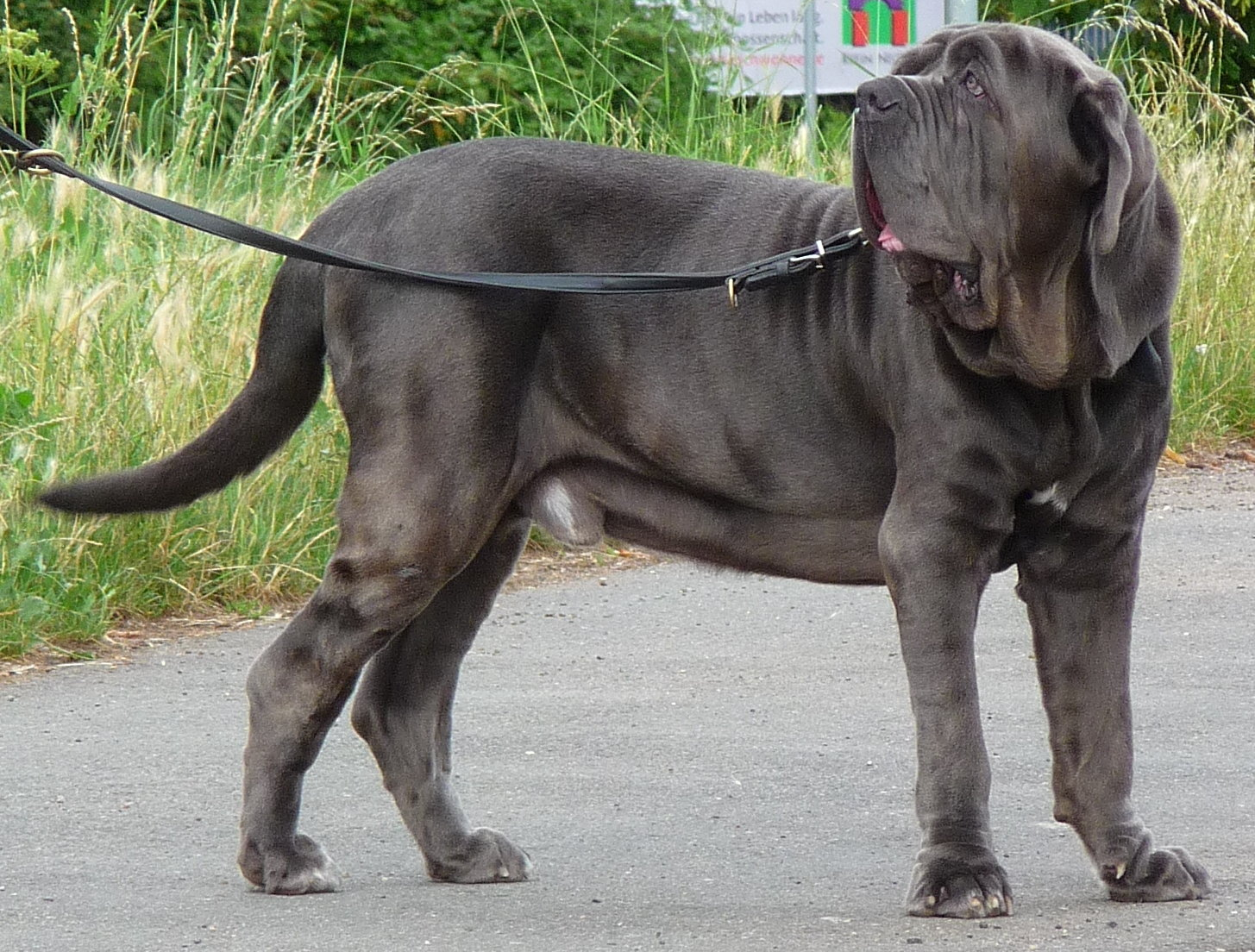

나폴리탄 마스티프(Neapolitan Mastiff) 또는 마스티노(이탈리아어: Mastino Napoletano)는 이탈리아 기원의 대형 견종이다. 이 육중한 견종은 보호적 기질과 공포스러운 모습으로 인해 변견으로서 가족과 재산을 지키는 개로 사용된다.

## 모습
아메리칸 케널 클럽(AKC) 기준에 따르면 수컷 나폴리탄 마스티프는 66~79 센티미터 길이, 몸무게는 60~70 킬로그램이며, 암컷은 61~74센티미터, 몸무게는 50~60 킬로그램이다. 신체 길이는 키보다 10~15% 더 크다.